# Lieurac
Lieurac település Franciaországban, Ariège megyében. Lakosainak száma 180 fő (2022. január 1.). Lieurac Carla-de-Roquefort, Dun, Ilhat, Pradettes és Sautel községekkel határos.

## Népesség
A település népességének változása:
| Lakosok száma | 128  | 104  | 153  | 151  | 162  | 181  | 190  | 188  | 183  | 180  |
|               | 1968 | 1982 | 1999 | 2006 | 2011 | 2015 | 2017 | 2018 | 2020 | 2022 |